# Молоткова дробарка

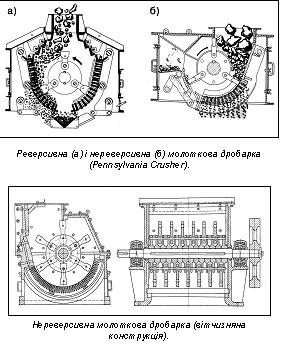

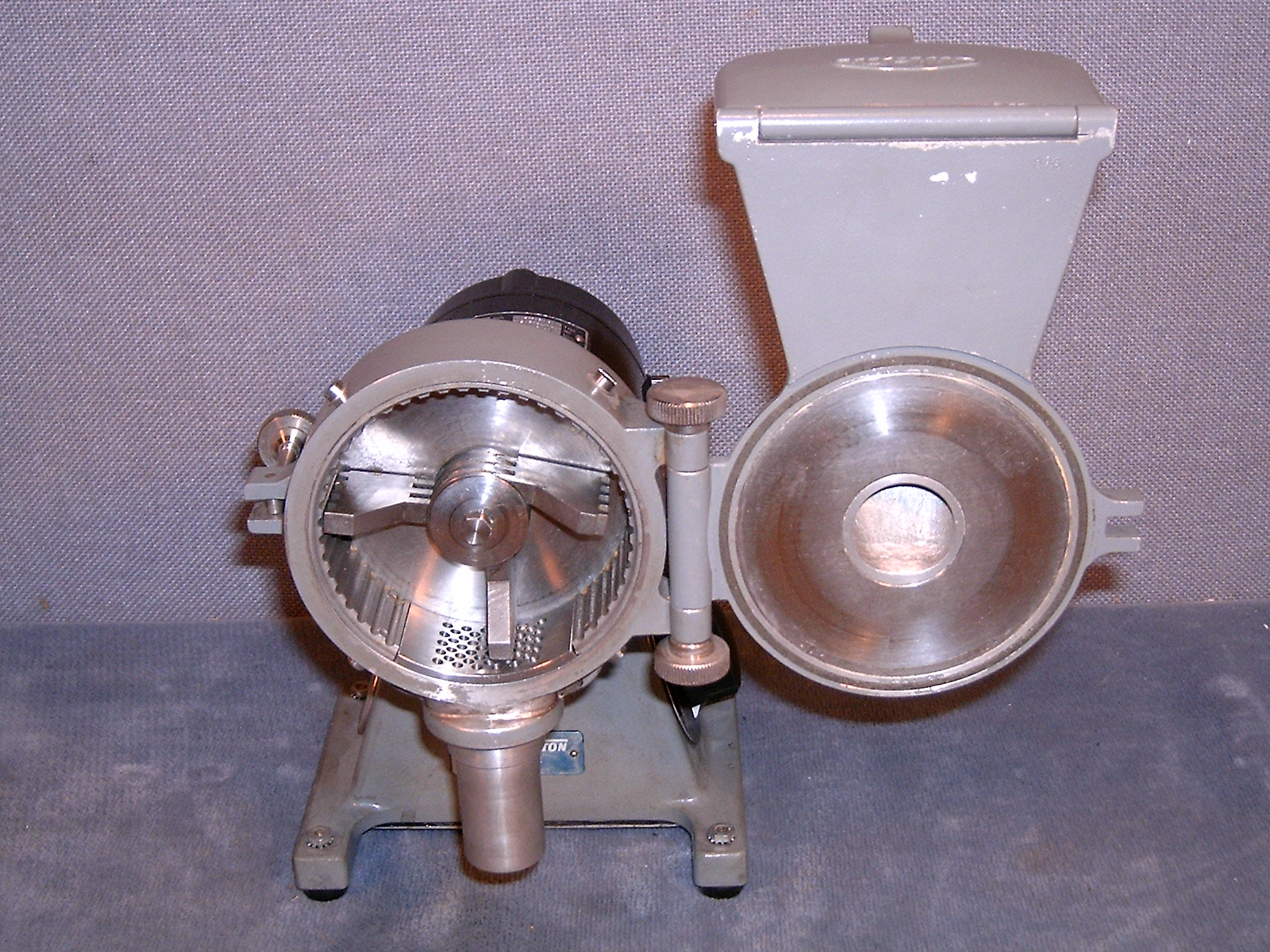
Лабораторна молоткова дробарка.

Молотко́ва дроба́рка (рос. дробилка молотковая, англ. hammer crusher, нім. Hammerbrecher, Hammermühle) — дробарка для середнього та дрібного дроблення з робочим органом у вигляді ротора з шарнірно закріпленими на ньому ударними елементами — молотками.

## Загальний опис
В молоткових дробарках матеріал дробиться в основному ударом молотків, які підвішені до ротора, що обертається у робочому просторі дробарки, обмеженому футерованим броньовими плитами корпусом. Додаткове (вторинне) дроблення матеріалу здійснюється при ударі грудки об броньові плити корпусу дробарки. Дроблення матеріалу відбувається доти його зерна не зможуть пройти крізь щілини колосникової решітки.
Продуктивність молоткових і роторних дробарок залежить від їхніх конструктивних і механічних параметрів (діаметра, довжини і частоти обертання ротора; кількості, маси і числа молотків; розташування і форми відбійних плит; способу завантаження і глибини проникнення грудок у зону ротора). Продуктивність також залежить від фізичних властивостей матеріалу, що дробиться (міцності, вмісту глинистих речовин, вологи, крупності вихідного і дробленого продуктів). Між продуктивністю дробарки, подрібнюваністю вихідного матеріалу, ступенем дроблення і потужністю електродвигуна існує взаємозв’язок. При постійних умовах дроблення з підвищенням продуктивності знижується ступінь дроблення і навпаки. Теоретична формула для розрахунку продуктивності молоткових і роторних дробарок відсутня. Для орієнтованого розрахунку продуктивності молоткових і роторних дробарок застосовують різні емпіричні формули.
При підвищенні міцності, в’язкості і вологості матеріалу, що дробиться, і зменшенні крупності дробленого продукту продуктивність молоткової дробарки знижується. При рівномірному живленні забезпечується більш висока продуктивність дробарки.
Молоткові і роторні дробарки вимагають ретельного балансування ротора. Швидкість завантаження вихідного матеріалу повинна вибиратись у залежності від швидкості обертання ротора.
Ширину щілини між колосниками і відстань між решіткою і кінцями молотків вибирають у залежності від необхідної крупності дробленого продукту і вологості вихідного матеріалу. Ширина щілини між колосниками повинна бути у 5 – 6 разів більше розміру зерен дробленого продукту при дробленні до 6 мм і у 1,5 – 2 рази при дробленні до 50 мм. При дробленні вологих матеріалів з глинистими домішками відстань між колосниками збільшують або працюють без них.

## Різновиди конструкції
Розрізняють М.д.:
- Однороторні: нереверсивні; реверсивні.
- Двороторні: паралельного дроблення; послідовного дроблення.

Молоткові дробарки виготовляються з колосниковими решітками і без них. Дробарки з колосниковими решітками застосовуються в основному для дрібного дроблення, вони призначені для отримання дробленого продукту визначеної крупності. Молоткові дробарки без колосникових решіток видають дроблений продукт заданої крупності внаслідок підвищеної швидкості обертання ротора. Молоткові дробарки бувають з обертанням ротора у одну сторону і реверсивні. За числом робочих валів молоткові дробарки розділяються на одно- і двороторні.
Молотки, що застосовуються в молоткових дробарках, мають різну форму і масу (від 3,5 до 15 кг і більше). Чим більше крупність вихідного матеріалу, тим більше маса молотка при меншому їх числі і навпаки.

### Однороторна нереверсивна молоткова дробарка

.

Однороторна нереверсивна молоткова дробарка (рис.) типу М складається з таких основних вузлів: корпуса, ротора, відбійних плит і колосникової решітки.
Верхня 1 і нижня 2 частини корпуса роблять литими або зварними з прокатної чи листової сталі. Біля бокових стінок корпуса розташовані підшипники, в яких обертається вал 6 ротора 3. Ротор являє собою збірну конструкцію: на валу 6 жорстко закріплені диски, в кожному з них є шість отворів, крізь які пропущені стержні 5, що служать осями для шарнірно підвішених молотків 4.
Верхня частина корпусу футерується відбійними плитами 7. У нижній частині корпусу розташована колосникова решітка 8, яка займає 135–180о кола, що описується молотками. Вихідний матеріал руйнується ударами молотків, ударами об футеровочні плити, роздавлюванням і стиранням на колосниковій решітці. Дроблений продукт розвантажується під дробарку крізь колосникову решітку. Колосники решітки виготовляються з сталі марки 60С2 або 45Х і можуть мати різну форму, але частіше за все — трапецієподібну з розширенням щілини у бік розвантаження під кутом 10 — 20о. Вони нахилені до радіуса ротора під кутом 40 — 50о у бік руху матеріалу, що зменшує залипання решітки при дробленні матеріалів з підвищеною вологістю.
Шарнірне кріплення молотків дозволяє уникати поломок при потраплянні у робочий простір дробарки предметів, що не дробляться, тому що у цьому випадку молотки відхиляються на деяких кут.

### Однороторна реверсивна молоткова дробарка
Однороторна реверсивна молоткова дробарка (рис.) типу ДМРЕ складається зі зварного корпуса 5, ротора 2 і колосникової решітки 7. Передбачена можливість регулювання положення колосникової решітки за допомогою спеціального механізму.
Вал ротора 1 обпирається на підшипники закріплені на станині дробарки. Обертання вал ротора отримує від електродвигуна, з яким він з'єднується муфтою. На валу 1 нерухомо закріплені диски ротора 2, крізь отвори 2 яких пропущені стержні із вільно надітими на них молотками 4.
Вихідний матеріал через завантажувальний отвір 8 надходить у робочий простір дробарки, де у результаті багаторазових ударів молотків 4 і ударів об футеровочні броньовані плити 6 відбувається дроблення матеріалу. Остаточне дроблення матеріалу роздавлюванням і стиранням здійснюється у кільцевому зазорі між колосниковою решіткою 8 і кінцями молотків 4.
Колосникова решітка складається з двох однакових секцій, які зверху підвішені на осях, а знизу опираються на ексцентрики регулювального механізму. Поворот ексцентриків змінює положення колосникової решітки залежно від напрямку обертання ротора.
Для уловлювання металевих та інших предметів, що потрапили у дробарку випадково, передбачена уловлююча камера 9, яка розвантажується періодично.
Центральне розташування завантажувального отвору 8 дозволяє змі-нювати напрямок обертання ротора, що є перевагою дробарок цього типу, тому що в них можливе двобічне використання молотків без розбирання дробарки для їхнього повороту. Тобто знос молотків у дробарках цього типу рівномірний з двох сторін.
Дробарка призначена для дроблення матеріалів середньої міцності і вологості до крупності 3 — 5 мм.

### Молоткова двороторна дробарка з паралельним розташуванням роторів
Вихідний матеріал подається у завантажувальну лійку 8, яка створена торцевими стінками корпуса 5 дробарки і фігурними колосниками 10. При обертанні роторів 2 вільно підвішені молотки 4 проходять у зазори між фігурними колосниками 10 і дроблять грудки матеріалу. Дроблений продукт падає на решітки під роторами, де він дробиться остаточно і розвантажується під дробарку. Вал 1 кожного ротора обертається через клинопасову передачу від окремого електродвигуна. Привідні шківи обважнені і служать також, як маховики. Додатково на вільних кінцях валів роторів також насаджені маховики для вирівнювання ходу дробарки.
Найбільша з дробарок цього типу може приймати грудки довжиною до 2000 мм і масою до 4 т при дробленні до 30 — 35 мм при продуктивності 1000 т/год.

### Молоткова двороторна дробарка з послідовним розташуванням роторів
Молоткова двороторна дробарка з послідовним розташуванням роторів (рис.) складається із зварного корпуса 5, роторів 2 і колосникових решіток 7, що розташовані під роторами. Верхній і нижній ротори з молотками 4 обертаються в одному напрямку. Над кожним ротором розміщені відбійні плити 6, які переміщають при регулюванні дробарки. Привод обох роторів здійснюється через клинопасову передачу від одного електродвигуна. При роботі дробарки по грудках матеріалу, що надходить рівномірно і безперервно із завантажувальної лійки 8, наносяться удари молотками верхнього ротора. Грудки частково розколюються, відкидаються на відбійні плити, відбиваються від них і знов потрапляють під удари молотків верхнього або нижнього ротора. Нижній ротор ударяє по грудках, відкидає їх на свої відбійні плити і проштовхує матеріал на нижню колосникову решітку. Зона між двома роторами є місцем найінтенсивнішого дроблення. Дроблений продукт розвантажується крізь щілини колосникових решіток. Крупність дробленого продукту регулюється зміною зазорів між молотками і відбійними плитами, а також між молотками і колосниковими решітками.

## Молотки (била) дробарок

Залежно від властивостей матеріалу, що дробиться, і необхідної крупності дробленого продукту застосовують молотки (рис.) різної форми і маси (від 1 до 135 кг). Молотки виготовляються із зносостійких сталей.
Молотки колосникового типу (рис. а, б) застосовують при дробленні малоабразивних та м'яких порід, наприклад, вугілля. Деякі молотки мають два отвори, щоб можна було при зносі обох кінців молотка з одного боку перевісити його другим боком. Молотки з потовщенням на робочому кінці (рис. в, г, д) застосовують при дробленні міцних матеріалів середньої абразивності. Скобоподібні молотки (рис. е) використовують при тих же умовах роботи, що й молотки колосникового типу. Посилена скобоподібна конструкція (рис. ж) застосовується при дробленні міцних матеріалів. Молотки скобоподібної форми працюють більш ефективно ніж колосникові, але експлуатація дробарок у цьому випадку є складнішою, тому що при їхньому нерівномірному зносі порушується зрівноваженість дробарки.
Шарнірне кріплення молотків дозволяє уникати поломок при потраплянні у робочий простір дробарки предметів, що не дробляться, тому що у цьому випадку молотки відхиляються на деяких кут.

## Область застосування молоткових дробарок
Молоткові дробарки призначені для крупного, середнього і дрібного дроблення матеріалів низької і середньої твердості, але частіше їх застосовують для середнього і дрібного дроблення. В молоткових дробарках досягається ступінь дроблення до 30 — 40. Вони характеризуються високою продуктивністю і малою питомою витратою електроенергії.
На вуглезбагачувальних фабриках застосовуються однороторні молоткові дробарки, реверсивні молоткові дробарки знаходять найбільше застосування у вуглепідготовчих цехах коксохімічних заводів для остаточного дроблення збагаченої шихти.
Молоткова дробарка може виконувати дроблення як сухого, так і обводненого матеріалу. На вуглезбагачувальних фабриках молоткові дробарки використовують переважно для дроблення промпродукту або міксту відсадки крупного машинного класу перед його контрольним збагаченням, а також для приготування лабораторних проб.

До переваг молоткових дробарок слід віднести простоту конструкції, на-дійність, компактність, велику продуктивність, високий ступінь дроблення (20 і більше) та порівняно невеликі питомі витрати електроенергії.
Недоліками молоткових дробарок є швидкий знос молотків і залипання отворів колосникової решітки при дробленні вологого вугілля.